# Maculatoscelis ascalaphoides
Maculatoscelis ascalaphoides es una especie de mantis de la familia Amorphoscelidae.

## Distribución geográfica
Se encuentra en Angola, Ghana, Guinea, Camerún,   Congo y Tanzania.